# کتاب پیگرد ویژه لهستان
کتاب پیگرد ویژه لهستان (آلمانی: Sonderfahndungsbuch Polen) فهرستی شامل بیش از ۶۱٬۰۰۰ نام از نخبگان لهستانی هم‌چون آموزگاران، فعالان، افسران سابق، روحانیون، بازیگران، دانشمندان، پزشکان، وکیلان، اشراف، استادان دانشگاه و دیگر افراد شاخص این کشور بود. این لیست پیش از حمله آلمان نازی به لهستان تهیه شد و قرار بود با ورود به خاک این کشور، این افراد فوراً دستگیر و اعدام شوند.

## تاریخچه
از حدود دو سال پیش از حمله آلمان به لهستان و آغاز جنگ جهانی دوم، یعنی بین سال‌های ۱۹۳۷ تا ۱۹۳۹، این فهرست به‌طور مخفیانه در آلمان نازی تهیه شد. این فهرست توسط واحد مرکزی IIP-لهستان در گشتاپو و با کمک اقلیت آلمانی ساکن لهستان گردآوری شده بود.
واحد مرکزی IIP-لهستان توسط راینهارد هایدریش و برای هماهنگی پاکسازی قومی لهستانی‌ها در جریان عملیات تاننبرگ و اینتلیگنتزاکتیون (نام دو کد رمز برای پاکسازی قومی در لهستان) ایجاد شده بود. در واقع اینتلیگنتزاکتیون فاز دوم عملیات تاننبرگ بود.
این لیست شامل بیش از ۶۱٬۰۰۰ نام از نخبگان لهستانی هم‌چون آموزگاران، فعالان، افسران سابق، روحانیون، بازیگران، دانشمندان، پزشکان، وکیلان، اشراف، استادان دانشگاه و دیگر افراد شاخص این کشور بود. حتی نام تعدادی از ورزش‌کاران لهستانی که به عنوان نماینده این کشور در بازی‌های المپیک تابستانی ۱۹۳۶ برلین شرکت کرده بودند نیز در این فهرست وجود داشت. افراد حاضر در لیست یا توسط نیروهای آینزاتس‌گروپن و فولکس‌دویچه زلبست‌شوتز اعدام می‌شدند یا به اردوگاه‌های مرگ فرستاده می‌شدند.
ویرایش دوم این کتاب نیز در سال ۱۹۴۰ و در کراکوف اشغال‌شده چاپ شد.